# Televisietoren WITI
De televisietoren WITI is een 329,4 m hoge telecommunicatiemast, gebouwd in 1962 in het dorp Shorewood gelegen in de Amerikaanse staat Wisconsin.
De toren, genoemd naar de WITI-FOX6-zender van de Amerikaanse Fox-keten, staat vlak bij de WTMJ-TV- en WISN-TV-torens, hetgeen de kijkers het voordeel gaf dat ze hun antenne op één plaats gericht konden houden. Wel was het stuk land waarop de toren gebouwd werd te klein om spankabels toe te laten, de toren diende dus volledig vrijstaand te zijn. De toren werd gebouwd door Seago construction Co.
WITI zocht een manier om van de toren een bekend uitzicht te maken. In oktober 1963 kreeg de zender toestemming om lampen op de toren te installeren. Kort daarna installeerde ongeveer 2000 25W-lampen op de mast. Deze werden verwijderd tijdens de oliecrisis van 1973-1974, na een opmerking van een kijker.
In 2003 begon men aan modificaties aan de mast als voorbereiding op digitale televisie.